# Šljivovac (Aerodrom)
Šljivovac (em cirílico: Шљивовац) é uma vila da Sérvia localizada no município de Aerodrom, pertencente ao distrito de Šumadija, na região de Šumadija. A sua população era de 415 habitantes segundo o censo de 2011.

## Demografia
| 1948 | 1953 | 1961 | 1971 | 1981 | 1991 | 2002 | 2011 |
| ---- | ---- | ---- | ---- | ---- | ---- | ---- | ---- |
| 886  | 859  | 813  | 670  | 634  | 567  | 493  | 415  |